# آلفا رومئو سیگرا

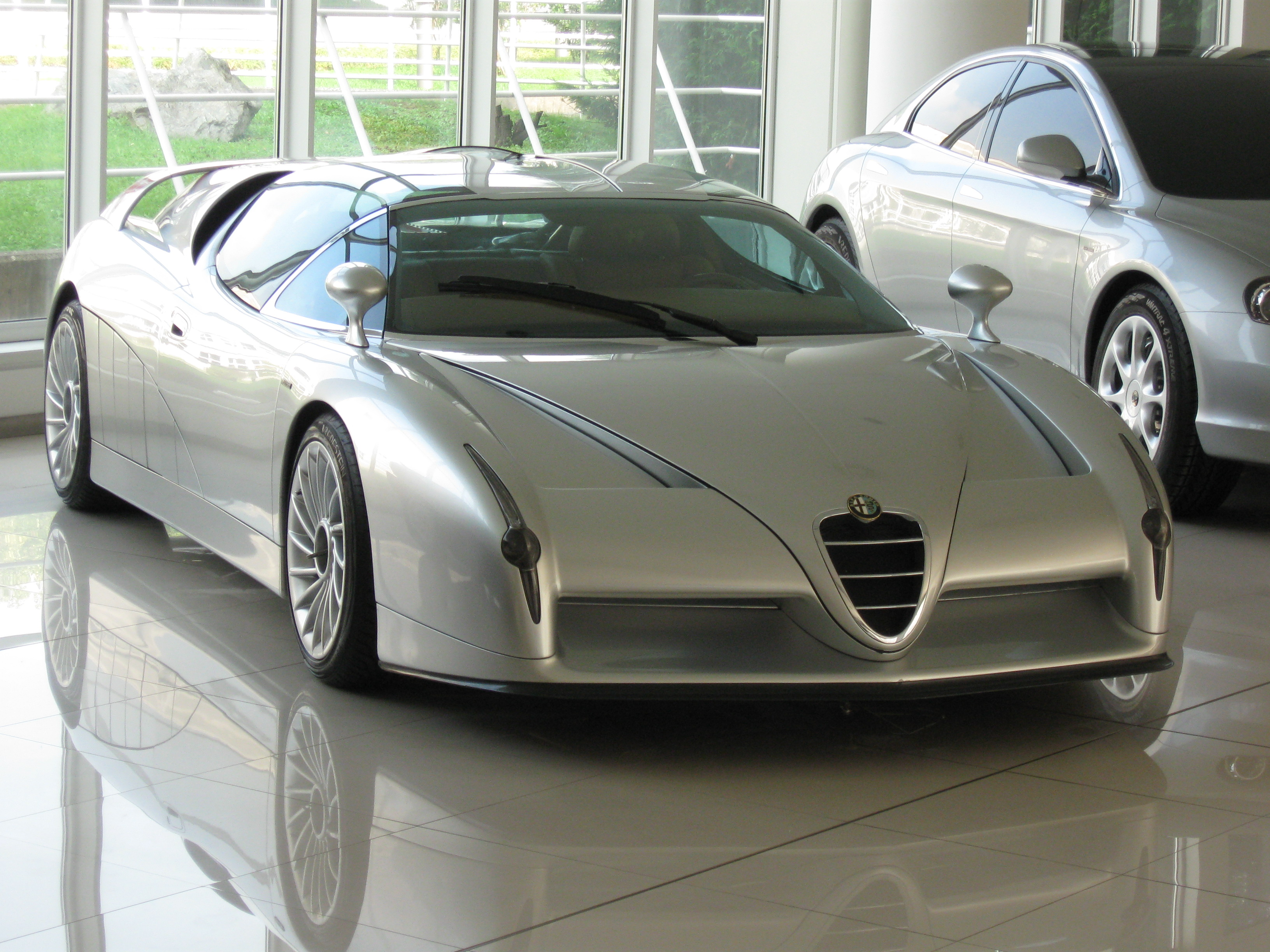

آلفارومئو سیگرا (Alfa Romeo Scighera) یک اتومبیل مفهومی کاربردی و با سبک آینده نگرانه است که توسط فابریزیو جورجیو در شرکت ایتال دیزاین واقع در تورین ایتالیا در سال ۱۹۹۷ برای شرکت تولیدکننده اتومبیل آلفارومئو تولید شده‌است. نام سیگرا در گویش میلانی به معنی مه است.

## طراحی
سیگرا توسط ایتال دیزاین به عنوان ادای احترام به تاریخ مسابقه آلفارومئو و به گونه ای طراحی گردید که همانند اتومبیل‌های مسابقات رانندگی فرمول یک باشد. در این طرح عناصر طراحی مدرن و کلاسیک با هم ترکیب گردیده‌است. در قسمت جلوی این خودرو از بالچه جلوی اتومبیل‌های فرمول یک الهام گرفته شده‌است که دارای طراحی کمرنگ و یک بال یکپارچه در تکیه گاه برای ایجاد نیروی رو به پایین است. شکل V جلو شبیه به آرم آلفارومئو است. به دلیل داشتن بال یکپارچه، این خودرو دارای چراغ‌های جلوی نازکی بود که توسط منتقدان به آن «چشم دلقک» گفته می‌شد.
شیشه جلو اتومبیل از ماشین‌های مسابقه ای آلفارومئو در دهه‌های ۱۹۵۰ و ۶۰ الهام گرفته و تا کناره ماشین امتداد یافته‌است. درها دارای مکانیزم منحصر به فردی برای بسته شدن بودند که از طراحی نازکا C2 استفاده شده بود. این مکانیسم شامل یک درب بازشو به بیرون معمولی با یک پنجره مثل چیدمان بال چوبی بود. شیشه‌ها قابل جابجایی بودند و باعث می‌شدند ماشین به یک صندلی دو نفره باز تبدیل شود. تنظیم باله‌های دریچه ای به صورت الکترونیکی انجام می‌شد.
روکش بزرگ موتور و بال عقب یک تکه فیبر کربن است و امکان دسترسی آسان به اجزای مکانیکی خودرو را فراهم می‌کند. چراغ‌های عقب که بصورت باریک و نازک طراحی شده‌اند؛ توسط چراغ ترمز سوم که در بال عقب قرار دارد، بهم متصل می‌شوند. درپوش موتور در دو مرحله باز می‌شود؛ مرحله اول به راننده اجازه می‌دهد تا سوخت خودرو را تأمین کند در حالی که مرحله دوم امکان دسترسی به موتور و اجزای آن را فراهم می‌کند.
سیگرا بر اساس آلفارومئو ۱۶۴ دارای بدنه تمام آلومینیوم است، ساختار قاب از کامپوزیت فیبر آلومینیومی-کربن ساخته شده و موتور سه لیتری آلفارومئو (180 Cu) دارای دو توربوشارژر است که بصورت V6 در آن بکار برده شده‌است. حجم موتور ۲۹۵۹ سی‌سی دارای توان خروجی حداکثر ۴۰۰ اسب بخار (۲۹۸ کیلو وات، 406 PS) را در ۷٬۵۰۰ دور در دقیقه و 327 lb⋅ft (443 نانومتر) گشتاور را تولید می‌کند. سیستم گیربکس آن از مدل ۱۵۵ الهام گرفته شده‌است. در طراحی داخلی خودرو نیز بصورت حرفه ای و زیبایی از چرم طبیعی و دست دوز استفاده شده بود.

## تولید و عملکرد
آلفارومئو سیگرا از صفر تا ۶۰ مایل بر ساعت (۹۷ کیلومتر بر ساعت) را در ۳/۷ ثانیه می‌پیماید و حداکثر سرعت آن ۱۸۶ مایل بر ساعت (۲۹۹ کیلومتر بر ساعت) است. ایتال دیزاین قصد داشت از سیگرا در مسابقات اتومبیلرانی نیز استفاده کند و حتی یک نسخه مسابقه ای از ماشین که طراحی داخل آن برداشته شده و دارای یک بال عقب ثابت با مکانیزم گولد بود را نیز ساخت ولی هرگز استفاده سیگرا در مسابقات اتومبیلرانی عملی نشد.

## بازی ویدیویی
این اتومبیل در بازی مسابقه ای Need for Speed III: Hot Pursuit به عنوان ایتال دیزاین سیگرا، به‌طور انحصاری در نسخه کامپیوتر، در سال ۱۹۹۸ ارائه شده‌است. اما در نسخه پلی استیشن به جای آن Nazca C2 است.